# Fatigue (physiologie)
Pour les articles homonymes, voir Fatigue et Épuisement.
Ne doit pas être confondu avec Asthénie.
 Mise en garde médicale
La fatigue est un état résultant de contraintes physiologiques ou psychologiques aboutissant à une diminution des performances physiques ou cognitives. La fatigue physiologique est réversible avec la mise au repos, qui restaure un niveau normal de performances. La fatigue psychique se manifeste par une baisse de l’attention et de la concentration. Lorsque associée à une pathologie, on parle plutôt d'asthénie.
Sur le plan sociologique, l’accélération des rythmes de vie inhérents aux sociétés modernes accentue ce phénomène de fatigue. Ainsi, la fatigue peut être vue comme une désadaptation à l’environnement.
Sur le plan historique, on peut faire l'histoire des différentes formes de fatigue : « langueur », « dépérissement », « pénibilité », « stress », « burn out », « charge mentale », etc..

## Physiologie
La fatigue fait son apparition de façon physiologique en fin de journée ou à l’issue d’une contrainte. Ces contraintes peuvent être physiques (bruit, vibration, chaud, froid), physiologique (stress, rupture de rythme circadien, horaires irréguliers, privation et dette de sommeil) ou psychiques (anxiété, incertitude, compétition, charge de travail, discordance informationnelle). 
La fatigue survient lorsque les contraintes l’emportent sur le repos. Les contraintes auront un impact sur l’individu dépendant de la variabilité interindividuelle.
La fatigue est aussi sensible au contexte et à la motivation.
La fatigue psychique peut se manifester par la somnolence, par des troubles de l’humeur et par des troubles attentionnels.
Son expression
protéiforme contraint à une métrologie subjective. Enfin, sa forte comorbidité, en particulier avec les pathologies psychiatriques, rend son isolement difficile.

## Quelques pathologies liées à la fatigue

### Le burnout
Le syndrome d'épuisement professionnel, ou burnout, combine une fatigue profonde, un désinvestissement de l'activité professionnelle, et un sentiment d'échec et d'incompétence dans le travail. Le syndrome d'épuisement professionnel est considéré comme le résultat d'un stress professionnel chronique : l'individu, ne parvenant pas à faire face aux exigences adaptatives de son environnement professionnel, voit son énergie, sa motivation et son estime de soi décliner.
Un cas particulier de burnout est l'« épuisement autistique ». Distinct de l'épuisement professionnel ou de la dépression clinique, il survient chez les personnes autistes qui s'épuisent à masquer ou à camoufler leurs traits autistiques et quand le cumul de leurs sources de stress n'est plus compensé par un soutien ou par un soulagement du fardeau. Des adultes autistes l'ont décrit comme un épuisement chronique se traduisant par une perte de compétences et une tolérance réduite aux stimuli. Cet état affecte la santé, l'autonomie et la qualité de vie des victimes d'épuisement autistique, qui sont alors également plus vulnérables aux idées ou comportements suicidaires. Un soutien et de l'empathie venue des personnes neurotypique, l'acceptation et le soutien social, des congés et/ou des attentes moindres, et ne pas cacher son autisme peut faciliter le rétablissement après un épuisement autistique en contexte professionnel.

### Syndrome de fatigue chronique (SFC)
La fatigue va du symptôme physiologique réversible au syndrome non réversible de fatigue chronique (SFC). Le SFC désigne un état de fatigue récurrent qui ne disparaît pas même après le repos. Le SFC est encadré par des critères très restrictifs : la durée doit être supérieure à six mois et les signes d’accompagnement sont nombreux. Il est aussi nécessaire d’éliminer les causes infectieuses, comme la mononucléose infectieuse.

### Le surentraînement

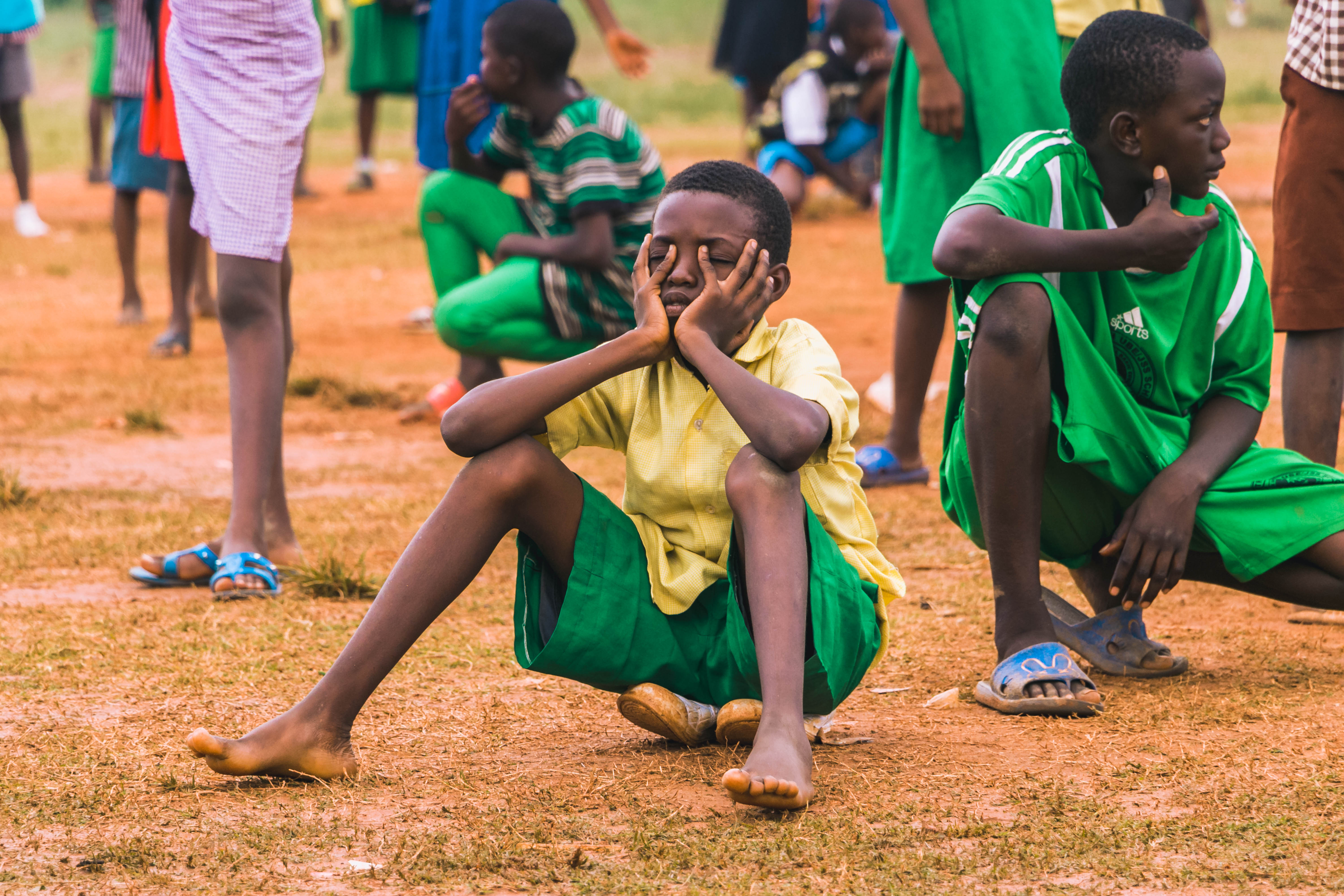
Enfant nigérian épuisé après un match.

Le surentraînement est dû à un excès d'entraînement. Le symptôme le plus commun est la fatigue, il est donc important de la dépister. Le surentraînement se manifeste aussi par une baisse de motivation. Il affaiblit aussi le corps et augmente le risque de blessure. Il se caractérise par une fatigue cumulative qui persiste même après les périodes de récupération si elles sont trop courtes. Des périodes de repos proportionnelles à l’effort sportif devraient ainsi toujours être incluses dans un calendrier d'entraînement.

## Diagnostic différentiel
Il faut aussi distinguer la fatigue de l’asthénie, qui est la fatigue associée à une pathologie lésionnelle (infection, néoplasie, dysimmunité, etc.) et de la psychasthénie associée au syndrome dépressif. C’est pourquoi le médecin, devant un patient se plaignant de fatigue, peut être amené à réaliser des examens paracliniques en plus de son examen clinique. 
Un cas particulier est celui du phénomène que Marie Rabatel dénomme la « fatigue sociale » qui touche de nombreux autistes, obligés de faire de constants efforts de concentration et d'adaptation quand ils sont dans des environnements  trop « hyperstimulant » pour eux ; ainsi, le parasitage sensoriel par le bruit, les lumières, odeurs, ou d'autres stimuli que l'autiste peine à filtrer et hiérarchiser peut nuire au décodage du contexte, et donc à de l'incompréhention et des surcharges sensorielles. cette situation génère de l'anxiété et des troubles du comportement, qui aggravent la capacité à interprêter l'environnement, en un cercle vicieux auto-entretenu et source de fatigue.

## Fatigue et accident
La fatigue diminue les performances cognitives et augmente le nombre d’erreurs. L’erreur humaine prend part dans environ 70 % des accidents des systèmes à risques, que sont par exemple l’aviation, le nucléaire mais aussi la médecine et la conduite automobile. Ces derniers accidents ont fait 500 000 morts en France de 1945 à 2015. La fatigue mentale se manifeste par une baisse de l’attention et de la concentration qui survient toutes les deux heures. D’ailleurs, ces 2 heures sont à l’origine de la distance entre deux aires de repos sur l’autoroute.
La fatigue psychique peut se manifester par la somnolence. C'est cette dernière qui est la plus dangereuse. Certains auteurs distinguent la fatigue de la somnolence car il est préconisé de faire une sieste en cas de somnolence alors qu'en cas de fatigue un repos est conseillé.

## Dépistage
La fatigue peut se dépister par l’interrogatoire chez un sujet qui aura la sensation de ne pas pouvoir effectuer les tâches habituelles sans faire appel à toute sa volonté. 
La fatigue est une sensation que le cerveau va générer via le corps, comme la dysfonction d’une zone clé de retour proprioceptif. Les troubles fonctionnels ont valeur de signal d’appel de la fatigue comme la migraine, la colopathie fonctionnelle, les lombalgies, les troubles musculosquelettiques, etc. Ces troubles sont très fréquents en médecine générale.
La somnolence est très importante à dépister car c’est la première cause d’accident de la route. La somnolence se définit comme un état intermédiaire entre la veille et le sommeil caractérisé par un puissant désir de dormir. La somnolence est souvent précédée de bâillements et se manifeste par une réduction de la vigilance et du tonus musculaire. On utilise l’échelle de somnolence d’Epworth pour la dépister.
Le dépistage se fera aussi dans le cadre des visites de médecine du travail lors desquelles on recherchera des indices de désadaptations. Ces visites permettront aussi d’informer le soldat sur les mesures de prévention de la fatigue.

## Prévention et prise en charge
La recherche étiologique permet de définir la prise en charge adaptée. Les mesures de prévention s’appuieront sur des principes d’hygiène mentale adaptés au cas par cas.
Les contacts sociaux, la lumière, la chaleur, le sport, l’art et le plaisir présentent des effets synergiques qui s’opposent à la fatigue et ont un rôle de synchroniseurs veille-sommeil.
Il n’existe à ce jour aucun traitement spécifique de la fatigue si ce n’est se reposer. Ce repos peut se faire grâce à des méthodes de relaxation. Par exemple, les techniques d'optimisation du potentiel développées par le service de santé des armées permettent de se relaxer ou de se dynamiser. Les TOP sont d'inspiration cognitivo-comportementale. 
Concernant les dettes de sommeil par privation de sommeil, la prise en charge résidera principalement dans une période de récupération afin de favoriser le rebond de sommeil.  
Une sieste éclair d’environ vingt minutes, permet de revitaliser un sujet qui subit une somnolence apparaissant souvent après le repas de midi (Hayashi et al. 2004). Cette sieste, peut être précédée par l’absorption d’un ou deux cafés, qui n’empêchent pas l’endormissement, mais permettent un réveil de sieste dépourvu d’inertie du sommeil (Santos et al. 2009).
En cas d'insomnie primaire et d'échec des mesures non pharmacologiques, l’usage d’hypnotiques à demi-vie courte, tels que le zolpidem, peut être utile sur une courte durée.